# Araña de Acero
Araña de Acero (Oliver "Ollie" Osnick) es un personaje ficticio, un superhéroe que aparece en los cómics publicados por Marvel Comics, principalmente en los diversos títulos de Spider-Man.

## Historial de publicaciones
Apareció por primera vez en The Spectacular Spider-Man # 72 y fue creado por Bill Mantlo y Ed Hannigan.

## Biografía

### Origen
Ollie Osnick es un adolescente con sobrepeso y dotado que idolatraba al Doctor Octopus. Haciendo uso de su genio, Ollie diseña sus propios tentáculos mecánicos. Él influye en un grupo de niños a vestirse como super-villano, pero pronto se quedó sin él. Ollie finalmente huye de su casa y se rompe en una tienda de juguetes.
Allí, él hace una guardia de ancianos inconscientes, aunque Ollie cree que lo ha matado. Cuando Spider-Man llega a la escena, él cree que en realidad era el Dr. Octopus en el trabajo, así que él persigue a Ollie. Afortunadamente Spider-Man se da cuenta a tiempo de que no era Ock que se enfrentaba. Cuando Spider-Man y Ollie caen en un tanque de agua, Spider-Man fácilmente destroza un tentáculo, algo que nunca fue capaz de hacer con Ock. Arrastrando Ollie a la superficie, se entera de que en realidad era Ollie él que estaba persiguiendo. Para entonces el guardia recupera la conciencia, y Spider-Man vuelve con Ollie a casa con seguridad.
Impresionado con Spider-Man, Ollie modifica sus tentáculos de araña-piernas y se pone un traje de Spider-Man de Halloween, que se hace llamar Spider-Kid. Actividades heroicas de Ollie menudo resultaron en lo que tiene que ser salvado por Spider-Man. Estuvo involucrado (junto con la rana-Man y Sapo) en un equipo de superhéroes de corta duración llamados Los Inadaptados. Ollie finalmente fue convencido para colgar su traje y se convirtió en un niño normal.
Sin embargo, en sus años de universidad, Ollie había cambiado radicalmente. Él se había dedicado a hacer ejercicio y se hizo muy atlético. Ollie todavía fantaseaba con ser un héroe, sin dejar de inventar nuevas armas y modificar sus araña-piernas. Cuando su novia estaba paralizado por atracadores, Ollie busca venganza y crea la identidad de "Araña de Acero", vistiendo un traje azul oscuro, y equipar a sí mismo con todas estas nuevas armas (incluyendo guantes que contienen un lanzador de gancho y pistolas de spray de pimienta). Araña de Acero localiza y embrutece a los atacantes de su novia. Se quita su traje, al darse cuenta de que él nunca quiso ser un vigilante y prefiere construir una vida con la chica que ama.
Cuando Onslaught ataca la ciudad de Nueva York, se le menciona como uno de los héroes que ayudan contra los Centinelas invasoras, trabajando con Darkhawk y los Nuevos Guerreros de retomar el Puente de Brooklyn.

### Guerra Civil
Equipado con un nuevo conjunto de armas, Ollie Osnick muestra ahora una actitud más rebelde hacia la Ley de Registro de Superhéroe. Como un superhéroe no registrado, Ollie se convierte en un objetivo para el gobierno de equipo de Thunderbolts. La mención de su nombre también causa director de los Thunderbolts, Norman Osborn a colapsar en un ataque de risa, ya que le recuerda a Spider-Man. Después de haber golpeado a varios inadaptados borrachos, Ollie se convierte en miedo de que el gobierno patrocinados Thunderbolts.
Ollie combate a los Thunderbolts, y se une en su batalla por American Eagle y Sepulcro. Después de derrotar con éxito a Venom, Hombre Radioactivo, y el nuevo Espadachín, utiliza los artilugios en sus extremidades de metal para cuadrar contra Hombre Radioactivo, Songbird, Venom y la Penitencia, al comentar que tener aliados "casi hace de esta una lucha justa. Apuesto a que no estaban 'te espera que ". A medida que la lucha continúa, Ollie parece estar sosteniendo hasta su propio Venom y muerde inesperadamente fuera el brazo izquierdo de Ollie y se lo come. Ollie se muestra después de ser encarcelado en la prisión 42 en la Zona Negativa.

## Poderes y habilidades
Ollie Osnick no tiene superpoderes, pero él lleva patas de araña mecánicas que le permiten trepar. También lleva guantes que contienen un lanzador de gancho y pistolas de spray de pimienta. También es un inventor dotado de una inteligencia a nivel de genio (igual que Amadeus Cho).

## Otras versiones

### MC2
En la continuidad de MC2, Ollie Osnick nunca deja de ser Araña de Acero e incluso es miembro de Los Vengadores. Modifica su disfraz en un poderoso exoesqueleto y se convierte en un superhéroe muy respetado. Sin embargo, cuando su vida personal falla y su esposa lo abandona, Araña de Acero busca delincuentes para sacar sus frustraciones. Sin embargo, los ladrones que encuentra le tienen tanto miedo que se rinden sin luchar. Araña de Acero tiene una rabieta, hasta que ve que está siendo observado por Spider-Girl y Sueño Americano. Le dicen lo inspirado que estuvo con ellos y los ayuda a vencer a una célula terrorista llamada "Los Hijos de la Serpiente"."Después de esto, se dispone a reconstruir su destrozada vida personal.

## En otros medios

### Televisión
- Una versión de Spider-Man que es similar al Araña de Acero tuvo una breve aparición en Spider-Man, la Serie Animada de 1994 en el final "Yo realmente, realmente odio a los Clones", la voz de Christopher Daniel Barnes. Esta encarnación es un universo alternativo versión de Spider-Man (Peter Parker) que ha derrotado al Doctor Octopus una vez por todas y que habían tomado sus tentáculos, que controla el uso de un dispositivo que se coloca en la cabeza, y también se basa en un pequeño momento en los cómics, donde Spider-Man lleva temporalmente las armas del Doctor Octopus 'sólo para perder el control de ellos y los destruyeron. El tentáculo Spider-Man es uno de los Spider-Man convocados por el Todopoderoso y Madame Web con el fin de ayudar a Spider-Man a combatir el Spider-Carnage.
- Araña de Acero aparece en la segunda temporada de Ultimate Spider-Man episodio 7, "¡Hombra-Araña!", con la voz de Jason Marsden en un acento de Boston.[13] Esta versión de Ollie Osnick es un genio adolescente de Boston y un gran fan de Spider-Man que se aprueba la transferencia del web-hondero a su ciudad natal, que lo hace con el apoyo de la Alcaldía no identificado de Boston. Pero él se vuelve molesto después de Spider-Man rechaza su ofrecimiento para ser su compañero, ya que hubiera sido demasiado peligroso para él. Como resultado, se blinda a algunos criminales de bajo nivel que Spider-Man había capturado recientemente (un ladrón de bancos, un ladrón museo femenino, y un carterista) como los Boston Terroriers (el ladrón de bancos se convierte en Plymouth Rocker, el ladrón del museo femenino se convierte en la bruja de Salem, y el carterista se convierte en Slam de Adams) y los ataques como la Araña de Acero (representados como un traje de alta tecnología de la armadura). Después de que él lucha contra Spider-Man, los Boston Terroriers luego de girar en contra de Araña de Acero al enterarse de J. Jonah Jameson de la recompensa por desenmascarar a Spider-Man. Araña de Acero se da cuenta del error de su camino y se une a Spider-Man contra los villanos. Spider-Man y la Araña de Acero terminan golpeando los interruptores de cierre de las armaduras de los Boston Terroriers. Al final de ser amigos, Spider-Man regresa a Nueva York (sabiendo que J. Jonah Jameson retiró la recompensa por debido a que él estaba en Boston, de haber sido Jameson tan injusto al igual que todos los ciudadanos y diciendo que solo Nueva York es la única ciudad que puede desenmascararlo), mientras que la Araña de Acero se vuelve el propio superhéroe de Boston. En la temporada final, episodio "Día de Graduación" Pt. 2, Araña de Acero se vuelve un nuevo estudiante en la Academia S.H.I.E.L.D.
- Araña de Acero aparece en Spider-Man, con la voz de Josh Keaton.[14] En este programa, Oliver Osnick es un estudiante de la Academia Osborn que se metió en la búsqueda de una forma de manipular la aleación de acero para que levitara. En el episodio "El Surgimiento de Doc Ock" Pt. 3, cuando Chacal manipula a Rhino para convertir a los estudiantes y un guardia de seguridad en la Academia Osborn en Rhinos, Oliver ayuda a Spider-Man, Harry Osborn, Otto Octavius, Buitre y Alistair Smythe a luchar contra ellos y les quita la tecnología de control mental. En el episodio "El Surgimiento de Doc Ock" Pt. 4, un acorazado Oliver Osnick se convierte en parte de los Comandos Osborn cuando acompaña a Norman Osborn, Otto Octavius, Buitre, Alistair Smythe y Rhino para incursionar en el laboratorio de Chacal. Luego de que Otto Octavius desertó al lado de Chacal, el resto de los Comandos Osborn son controlados por la mente y el grupo es rebautizado como los Cinco Siniestros. En el episodio "Hobgoblin, Parte 1", Oliver Osnick toma el nombre de Araña de Acero y su armadura se ha actualizado a tentáculos deportivos retráctiles. Él ayuda al resto de los Cinco Siniestros a desgastar a Spider-Man para que el Doctor Octopus pueda lavarle el cerebro y expandir de los Cinco a los Seis Siniestros. Con la ayuda de Harry Osborn en la armadura Hobgoblin, Spider-Man libera a Araña de Acero, Alistair Smythe, Rhino y Buitre de la tecnología de control mental mientras persiguen al Doctor Octopus. En el episodio "Hobgoblin, Parte 2", se mencionó que Araña de Acero y las otras tres víctimas del control mental del Doctor Octopus han sido capturados por Spider-Man y Hobgoblin.